# 阿都拉曼巴烈
阿都拉曼巴烈，马来西亚政治人物，国阵巫统籍，曾经为雪兰莪州议会士文达议员 。

## 政治生涯
2008年3月8日，阿都拉曼巴烈于马来西亚第12届全国大选中胜出，当选为议员。